# Apamea pulverisata
Apamea pulverisata là một loài bướm đêm trong họ Noctuidae.